# Olympisch Stadion (Antwerpen)
Het Olympisch Stadion is een stadion in de Belgische stad Antwerpen. Het gebouw is gelegen aan de Atletenstraat in de wijk  Kiel. Het reeds bestaande Beerschotstadion van Beerschot Athletic Club werd vervangen ter gelegenheid van de Olympische Zomerspelen van Antwerpen in 1920. In het begin van de twintigste eeuw was 't Kiel regelmatig de thuisbasis van de Rode Duivels.
Het Olympisch Stadion is de thuishaven van voetbalclub Beerschot:
- 1899-1999 de oorspronkelijke Beerschot Athletic Club
- 1999-2013 Beerschot Antwerpen Club, opgericht als FC Germinal Ekeren
- 2013-heden Beerschot Voetbalclub Antwerpen, opgericht als FC Wilrijck

## Geschiedenis

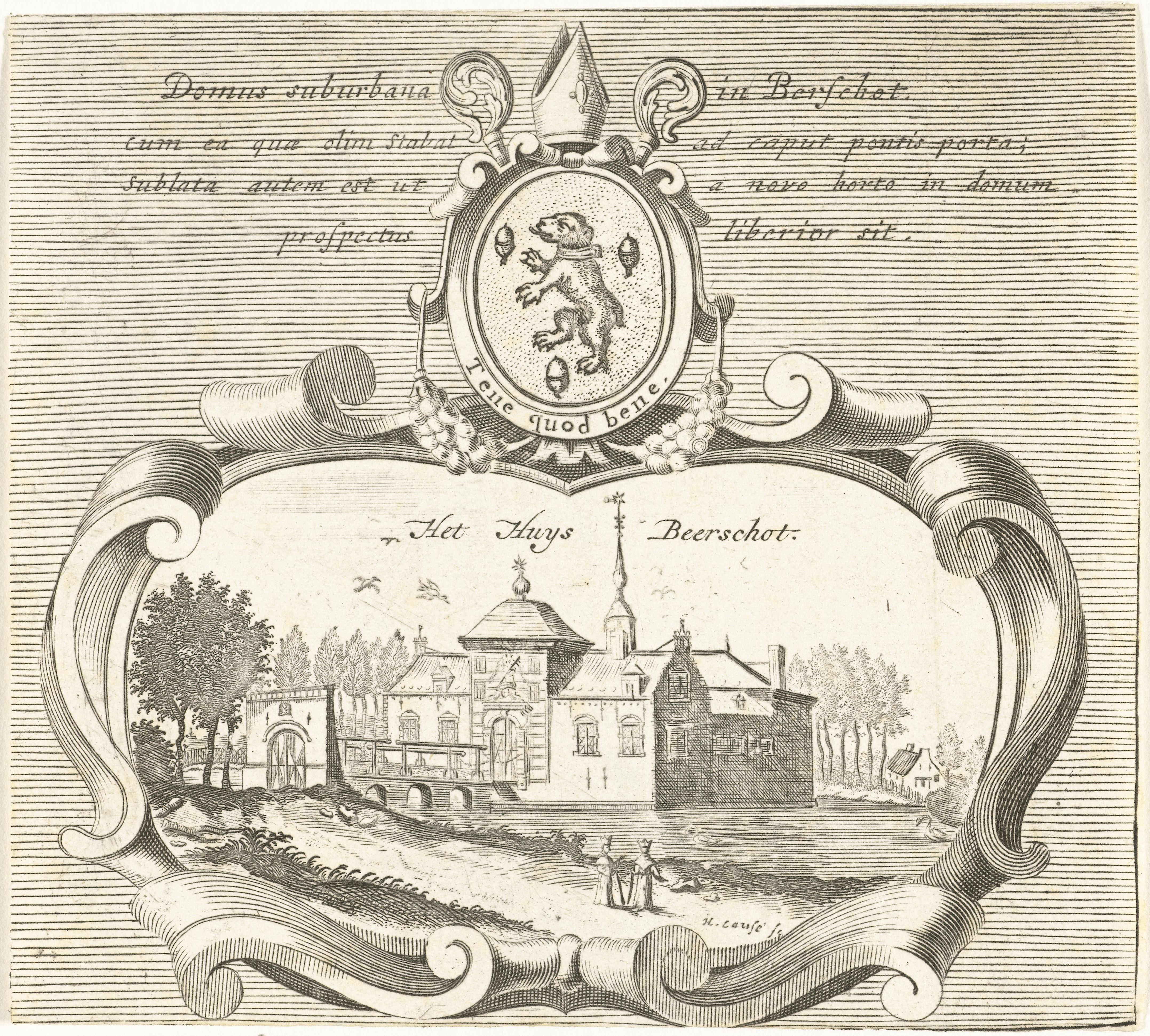
Beerschotshof met bisschoppelijk wapen, eind 17e eeuw

### Landgoed Beerschot
In de Antwerpse wijk het Kiel lag in de negentiende eeuw een paardenrenbaan met bijbehorende tribune, stallen en andere accommodaties. Dit negentien hectare omvattende domein werd in 1895 aangekocht door de Belgische industrieel Ernest Grisar. Zijn zoon Alfred was een fanatiek sporter, en de Grisars besloten in 1899 om een brede sportclub op te richten: Beerschot Athletic Club. De club was actief in een hele serie sporten: Hockey, polo, slipjacht, cricket, rugby, tennis, atletiek en voetbal. Ze werd vernoemd naar de nabijgelegen Beerschotshof, waartoe het domein in het verleden behoorde.

### Gastheer Olympische Spelen
Charles Cnoops, bestuurder van de Belgische schermbond, ging met zijn succesvolle atleten mee naar de Olympische Zomerspelen van Stockholm in 1912. Hij raakte er geïnspireerd om de spelen in 1920 naar Antwerpen te halen. Op 1 oktober 1912 richtte hij samen met onder andere Alfred Grisar een bouwmaatschappij op die de infrastructuur moest ontwikkelen voor de organisatie van de Spelen.

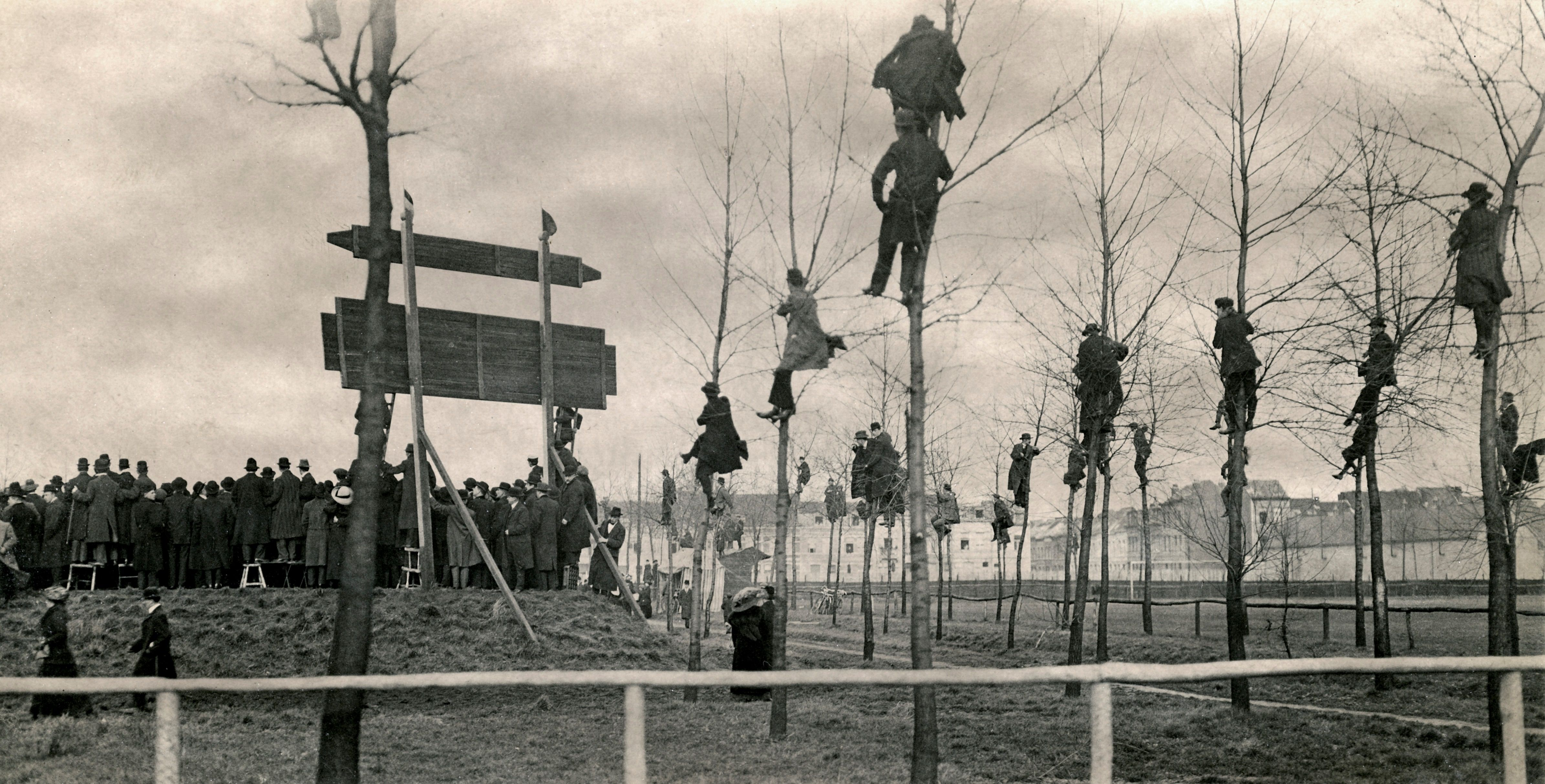
1913: Staantribune op aarden wal met natuurlijke bonusplekken

Het complex van Beerschot werd uitgebreid om het geschikt te maken voor een Olympiade. De club bouwde een nieuw voetbalstadion, op vijftig meter afstand van het oude veld. Het stadion kreeg een voetbalveld met atletiekbaan, een tribune met 2200 zitplaatsen, koninklijke loges en perstribune, en rondom een aarden wal alias staantribune. In september 1913 kreeg het stadion een bezoek van IOC-voorzitter Pierre de Coubertin en hij zag dat het goed was.

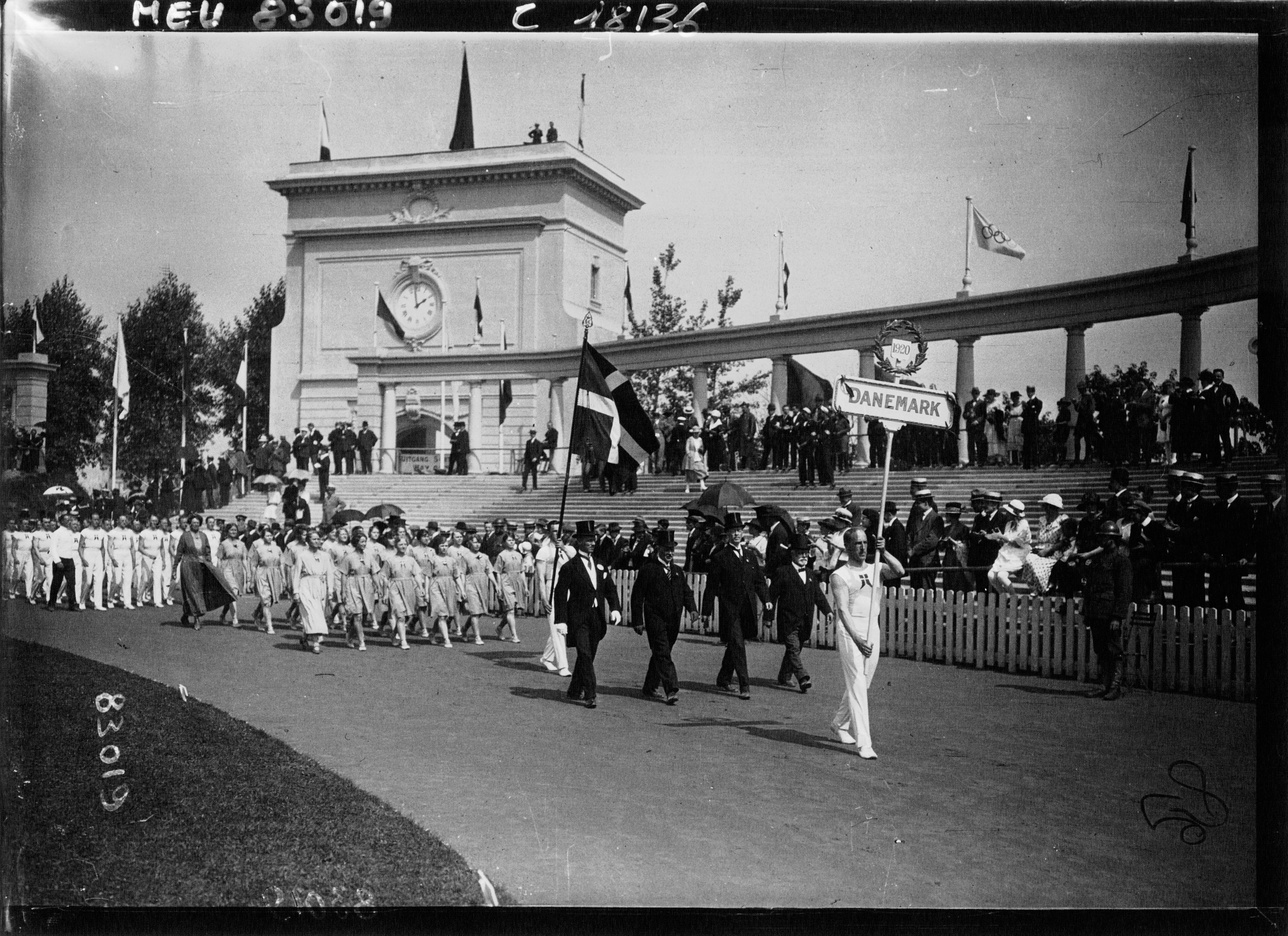
De Deense ploeg loopt voorbij de triomfboog en staantribune

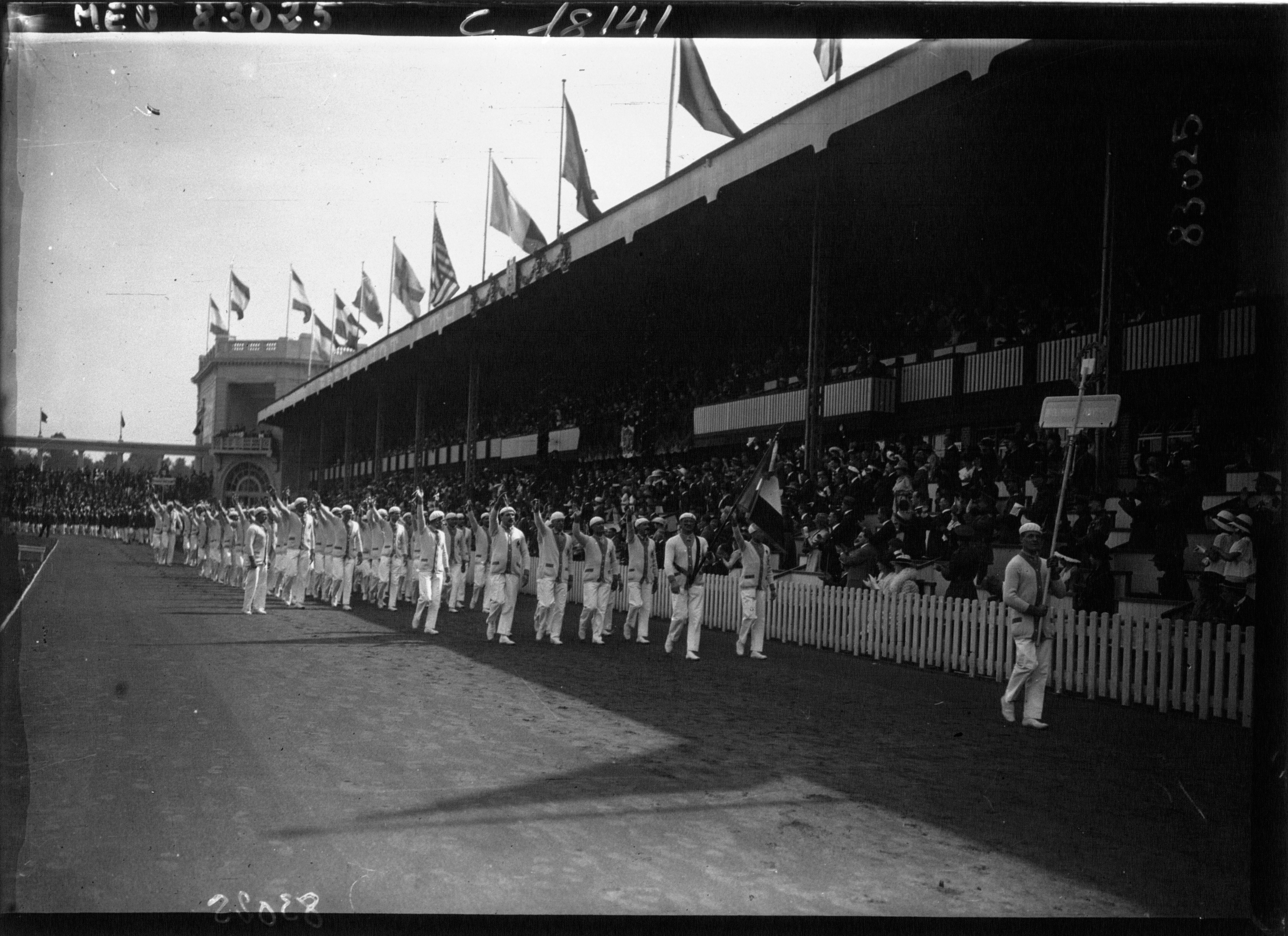
Frankrijk brengt de Olympische groet aan de hoofdtribune

Nadat de spelen definitief waren toegewezen in april 1919, werd het stadion opnieuw uitgebreid naar een ontwerp van Fernand de Montigny en Louis Somers. Bouwheer was de in de aanleg van sportterreinen gespecialiseerde Londense aannemer Humphreys & Co. De zittribune werd uitgebreid tot een lengte van 160 meter, met daaronder verbeterde faciliteiten voor de organisatie, de pers en atleten. Aan de overzijde werd een nieuwe, kleinere tribune van 70 meter lengte gebouwd. De staantribunes aan de kopse kanten werden opgetrokken. Ze kregen een trapsgewijze opbouw en een omlijstende collonade. Voor de Olympische vlag werd een toren gebouwd; de hoofdingang werd versierd met een triomfboog en de atleten kregen een paviljoen.
Tijdens de Olympische Spelen had het stadion plaats voor 30.000 mensen waarvan 20.000 staanplaatsen. Dit aantal werd over de jaren verminderd tot 25.000. In 1998 werd groen licht gegeven om het stadion volledig te renoveren om te voldoen aan alle normen. De atletiekbaan werd bij de renovatie verwijderd. In het huidige stadion is er plaats voor 12.771 toeschouwers, met enkel zitplaatsen.

## Trivia
- De veldafmetingen zijn vanaf het seizoen 2011/2012 helemaal aangepast aan het "nieuwe" Beerschot en het nummer 13. Zo werd de afmeting in de lengte: 13 x 8 = 104m en in de breedte: 13 x 5 = 65m.
- Op 11 november 2007 werd er een recordaantal toeschouwers geteld in het Olympisch Stadion voor een wedstrijd van toen nog Germinal Beerschot. 13.769 toeschouwers zagen hoe Germinal Beerschot RSC Anderlecht versloeg met 2-0.
- De voetbalwedstrijd die in het begin van de film Kruistocht in Spijkerbroek te zien is, is opgenomen in het Olympisch Stadion tijdens een wedstrijd van de U17 van Nederland en België.
- Het Nederlands elftal speelde zijn eerste officiële interland op 30 april 1905 tegen  België. In het Kiel-stadion was de stand na reguliere speeltijd 1-1. Hierop werd verlengd. Voor Nederland scoorde Eddy de Neve driemaal in de extra tijd, nadat hij ook al het eerste doelpunt had gemaakt.

## Wedstrijden Rode Duivels
|                                                               |                 |            |                               | |
| 30 april 1905                                                 | België          | 1 - 4 (nv) | Nederland                     | Opstelling België: |
| Vriendschappelijk Kiel, Antwerpen Scheidsrechter: Frank König | Stom 87' (e.d.) |            | 80', 106', 117', 119' De Neve | Thornton; Andrieu, Poelmans; Raemaekers, Grumeau, Van Hoorden ; C. Robyn, Brandsteert, G. Vanderstappen, Destrebecq, C. Vanderstappen Bondscoach: Edouard de Laveleye Debuut: Eric Thornton (Léopold CB), Emile Andrieu (RC Brussel, Hector Raemaekers (RC Brussel, Paul Grumeau (Union Sint-Gillis), Clément Robyn (Daring CB), Prosper Brandsteert (Daring CB), Gustave Vanderstappen (Union Sint-Gillis) |

|                                                                |                                                     |       |           | |
| 29 april 1906                                                  | België                                              | 5 - 0 | Nederland | Opstelling België: |
| Vriendschappelijk Kiel, Antwerpen Scheidsrechter: Pat Harrower | Vanden Eynde 15' Goetinck 40' De Veen 52', 68', 80' |       |           | Hustin; Piérard, Poelmans; Vanden Eynde, C. Cambier, Van Hoorden ; Wright, R. Feye, De Veen, Destrebecq, Goetinck Bondscoach: Edouard de Laveleye |

|                                                                |          |            |                              | |
| 14 april 1907                                                  | België   | 1 - 3 (nv) | Nederland                    | Opstelling België: |
| Vriendschappelijk Kiel, Antwerpen Scheidsrechter: Pat Harrower | Feye 31' |            | 74', 118' Van Gogh 99' Feith | Hustin; Piérard, Poelmans; Vanden Eynde, C. Cambier, Van Hoorden ; Reuse, R. Feye, De Veen, Vanderstappen, Goetinck Bondscoach: Edouard de Laveleye Debuut: Emile Reuse (FC Brugge) |

|                                                                |               |       |                                            | |
| 29 maart 1908                                                  | België        | 1 - 4 | Nederland                                  | Opstelling België: |
| Vriendschappelijk Kiel, Antwerpen Scheidsrechter: Pat Harrower | Vertongen 81' |       | 12' Ruffelse 50', 74' Thomée 85' De Korver | Hustin; Poelmans, J. Robyn; Vanden Eynde, C. Cambier, Van Hoorden ; Tobias, Mathot, Vertongen, Saeys, Van Bocxtaele Bondscoach: Edouard de Laveleye Debuut: Georges Mathot (Union Sint-Gillis), Edgard Van Bocxtaele (FC Brugge) |

|                                                               |              |       |                                                   | |
| 21 maart 1909                                                 | België       | 1 - 4 | Nederland                                         | Opstelling België: |
| Vriendschappelijk Kiel, Antwerpen Scheidsrechter: Thomas Kyle | Poelmans 79' |       | 11' Snethlage 19' Kessler 38' Welcker 79' Lutjens | Hustin; Piérard, Poelmans; Vertongen, C. Cambier, Van Hoorden ; Hebdin, Pootmans, De Veen, Saeys, Van Bocxtaele Bondscoach: Edouard de Laveleye Debuut: Georges Pootmans (Beerschot AC) |

|                                                                    |                           |            |                         | |
| 13 maart 1910                                                      | België                    | 3 - 2 (nv) | Nederland               | Opstelling België: |
| Vriendschappelijk Kiel, Antwerpen Scheidsrechter: James Schumacher | De Veen 19', 24' Six 119' |            | 21' Lutjens 26' Kessler | M. Feye ; Bouttiau, Andrieu; Petit, C. Cambier, Goossens; Goetinck, Six, De Veen, Saeys, Paternoster Bondscoach: William Maxwell Debuut: Paul Bouttiau (Standard Luik), Maurice Petit (Standard Luik), Alphonse Six (Cercle Brugge) |

|                                                                   |                 |       |                                              | |
| 19 maart 1911                                                     | België          | 1 - 5 | Nederland                                    | Opstelling België: |
| Vriendschappelijk Kiel, Antwerpen Scheidsrechter: Thomas Campbell | Paternoster 78' |       | 8', 36', 55' Francken 83' Thomée 88' Welcker | Leroy; Andrieu, Poelmans; Bossaert, Vertongen, Van Hoorden ; Goetinck, Van Bocxtaele, Suetens, Saeys, Paternoster Bondscoach: William Maxwell |

|                                                                 |           |       |                 | |
| 10 maart 1912                                                   | België    | 1 - 2 | Nederland       | Opstelling België: |
| Vriendschappelijk Kiel, Antwerpen Scheidsrechter: Charles Crisp | Nisot 60' |       | 58', 72' Thomée | Leroy; Andrieu , Hubin; Bauwens, Nys, Van Hoorden; Bouttiau, Nisot, Brébart, Saeys, Van Cant Bondscoach: William Maxwell Debuut: Sylvain Brébart (Daring CB) |

|                                                                     |                            |       |                                    | |
| 9 maart 1913                                                        | België                     | 3 - 3 | Nederland                          | Opstelling België: |
| Vriendschappelijk Kiel, Antwerpen Scheidsrechter: Frederick Kirkham | De Veen 17', 29' Nisot 30' |       | 1' Bosschart 44' Haak 63' Francken | Mayné; Andrieu, Hubin; Thys, Bossaert , Braeckman, Bessems, Nisot, De Veen, Saeys, Becquevort Bondscoach: William Maxwell Debuut: Adolphe Becquevort (RC Brussel) |

|                                                                    |                         |       |                                          | |
| 15 maart 1914                                                      | België                  | 2 - 4 | Nederland                                | Opstelling België: |
| Vriendschappelijk Kiel, Antwerpen Scheidsrechter: James Schumacher | Brébart 18' (pen.), 68' |       | 32', 74' Kessler 63' Westra 80' Francken | Leroy; Swartenbroeks, Hubin; Thys , Suetens, De Coster; Musch, Nisot, Brébart, Saeys, Van Cant Bondscoach: Charlie Bunyan |

|                                                                  |                      |       |                   | |
| 29 augustus 1920                                                 | België               | 3 - 1 | Spanje            | Opstelling België: |
| OS 1920 Olympisch Stadion, Antwerpen Scheidsrechter: Job Mutters | Coppée 11', 52', 55' |       | 62' (pen.) Arrate | De Bie; Swartenbroeks, Verbeeck; Musch, Hanse, André Fierens; Van Hege, Coppée, Balyu, Nisot , Hebdin Bondscoach: William Maxwell Debuut: Jan De Bie (RC Brussel), André Fierens (Beerschot AC), Félix Balyu (FC Brugge) |

|                                                                 |                                     |       |           | |
| 31 augustus 1920                                                | België                              | 3 - 0 | Nederland | Opstelling België: |
| OS 1920 Olympisch Stadion, Antwerpen Scheidsrechter: John Lewis | Larnoe 46' Van Hege 55' Bragard 85' |       |           | De Bie; Swartenbroeks, Verbeeck; Musch, Hanse , André Fierens; Van Hege, Coppée, Bragard, Larnoe, Bastin Bondscoach: William Maxwell Debuut: Rik Larnoe (Beerschot AC), Désiré Bastin (Antwerp FC) |

|                                                                 |                             |       |                   | |
| 2 september 1920                                                | België                      | 2 - 0 | Tsjecho-Slowakije | Opstelling België: |
| OS 1920 Olympisch Stadion, Antwerpen Scheidsrechter: John Lewis | Coppée 6' (pen.) Larnoe 31' |       |                   | De Bie; Swartenbroeks, Verbeeck; Musch, Hanse , André Fierens; Van Hege, Coppée, Bragard, Larnoe, Bastin Bondscoach: William Maxwell |

|                                                                                |                        |       |                                            | |
| 5 mei 1921                                                                     | België                 | 2 - 3 | Italië                                     | Opstelling België: |
| Vriendschappelijk Olympisch Stadion, Antwerpen Scheidsrechter: Edmond Gérardin | Larnoe 38' Bragard 62' |       | 65' Migliavacca 80' Forlivesi 89' Ferraris | De Bie; Swartenbroeks , De Groof; Moucheron, Augustus, Vanhalme; Verhoeven, Dogaer, Bragard, Larnoe, Michel Bondscoach: William Maxwell Debuut: Léopold De Groof (Antwerp FC), Joseph Augustus (Antwerp FC), Florimond Vanhalme (Cercle Brugge), Pierre Verhoeven (Uccle Sport), François Dogaer (RC Mechelen) |

|                                                                                |             |       |             | |
| 15 mei 1921                                                                    | België      | 1 - 1 | Nederland   | Opstelling België: |
| Vriendschappelijk Olympisch Stadion, Antwerpen Scheidsrechter: Charles Barette | Bragard 41' |       | 60' Kessler | De Bie; Swartenbroeks, Verbeeck; Moucheron, André Fierens, Musch ; Van Hege, Coppée, Bragard, Larnoe, Michel Bondscoach: William Maxwell |

|                                                                            |                                            |       |           | |
| 26 maart 1922                                                              | België                                     | 4 - 0 | Nederland | Opstelling België: |
| Vriendschappelijk Olympisch Stadion, Antwerpen Scheidsrechter: E.A. Newman | Larnoe 14', 86' Van De Velde 37' Copée 47' |       |           | De Bie; Swartenbroeks , Verbeeck; André Fierens, Vanhalme, Van De Velde; Nollet, Coppée, Larnoe, Thijs, Bastin Bondscoach: William Maxwell Debuut: Célestin Nollet (Cercle Brugge) |

|                                                                            |                   |       |        | |
| 4 februari 1923                                                            | België            | 1 - 0 | Spanje | Opstelling België: |
| Vriendschappelijk Olympisch Stadion, Antwerpen Scheidsrechter: Job Mutters | Coppée 60' (pen.) |       |        | De Bie; Swartenbroeks , Verbeeck; André Fierens, Vanhalme, Schelstraete; Bessems, Coppée, Larnoe, Gillis, Bastin Bondscoach: William Maxwell Debuut: Achille Schelstraete (Cercle Brugge) |

|                                                                                |           |       |            | |
| 27 april 1924                                                                  | België    | 1 - 1 | Nederland  | Opstelling België: |
| Vriendschappelijk Olympisch Stadion, Antwerpen Scheidsrechter: Harry Kingscott | Thijs 78' |       | 74' Visser | De Bie; Swartenbroeks , Verbeeck; Pelsmaeker, André Fierens, Hanse; Coppée, Grimmonprez, Larnoe, Thijs, Bastin Bondscoach: William Maxwell |

|                                                                                |        |       |                               | |
| 15 maart 1925                                                                  | België | 0 - 1 | Nederland                     | Opstelling België: |
| Vriendschappelijk Olympisch Stadion, Antwerpen Scheidsrechter: Harry Kingscott |        |       | 64' Van Baar van Slangenburgh | Caudron; Swartenbroeks , Demol; Claes, André Fierens, P. Braine; Dries, R. Braine, Taeymans, Thijs, Bastin Bondscoach: William Maxwell Debuut: Jean Claes (Berchem Sport), Raymond Braine (Beerschot AC), Joseph Taeymans (Berchem Sport) |

|                                                                                   |                              |       |                                              | |
| 24 mei 1926                                                                       | België                       | 3 - 5 | Engeland                                     | Opstelling België: |
| Vriendschappelijk Olympisch Stadion, Antwerpen Scheidsrechter: Heinrich Retschury | Thijs 17' R. Braine 51', 58' |       | 15', 78', 86' Osborne 52' Johnson 88' Carter | Caudron; Swartenbroeks , Demol; Ditzler, Vanhalme, P. Braine; Gillis, Adams, R. Braine, Thijs, Diddens Bondscoach: William Maxwell |

|                                                                                  |                     |       |                            | |
| 19 mei 1928                                                                      | België              | 1 - 3 | Engeland                   | Opstelling België: |
| Vriendschappelijk Olympisch Stadion, Antwerpen Scheidsrechter: Heinrich Retshury | Moeschal 25' (pen.) |       | 35', 64' Dean 66' Matthews | De Bie; Lavigne, Hoydonckx; P. Braine, Vanhalme , Boesman; Voorhoof, Devos, R. Braine, Moeschal, Diddens Bondscoach: William Maxwell |

|                                                                            |                                              |       |              | |
| 5 mei 1929                                                                 | België                                       | 3 - 1 | Nederland    | Opstelling België: |
| Vriendschappelijk Olympisch Stadion, Antwerpen Scheidsrechter: George Rudd | R. Braine 40', 73' (pen.) Vanderbauwhede 49' |       | 54' Bakhuijs | De Bie; Nouwens, Hoydonckx; Van Averbeke, Vanhalme , Boesman; P. Braine, Vanderbauwhede, R. Braine, Moeschal, Diddens Bondscoach: Viktor Löwenfeld |

|                                                                           |                                          |       |                   | |
| 18 mei 1930                                                               | België                                   | 3 - 1 | Nederland         | Opstelling België: |
| Vriendschappelijk Olympisch Stadion, Antwerpen Scheidsrechter: Paul Ruoff | Voorhoof 56' Bastin 60' Dénis 90' (e.d.) |       | 45' Van den Broek | De Bie; Nouwens, Hoydonckx; P. Braine, Vanhalme , De Clercq; Versyp, Voorhoof, Vanderbauwhede, Adams, Bastin Bondscoach: Viktor Löwenfeld |

|                                                                                 |                            |       |                                | |
| 18 april 1973                                                                   | België                     | 3 - 0 | Duitse Democratische Republiek | Opstelling België: |
| Vriendschappelijk Olympisch Stadion, Antwerpen Scheidsrechter: Achille Verbecke | Lambert 15', 83' Dockx 75' |       |                                | Piot; Heylens, Dewalque, Vandendaele, Martens; Van Moer, Heyligen, Thissen; Semmeling (63' Dockx), Lambert, Van Himst (46' Teugels) Bondscoach: Raymond Goethals Debuut: Jos Heyligen (Beerschot VAV) |

|                                                                         |                                                                                          |       |            | |
| 7 september 2005                                                        | België                                                                                   | 8 - 0 | San Marino | Opstelling België: |
| WK-kwalificatie Olympisch Stadion, Antwerpen Scheidsrechter: Ian Stokes | Simons 34' Daerden 39', 67' Buffel 44' M. Mpenza 52', 71' Vandenbergh 53' Van Buyten 83' |       |            | Proto; Vanden Borre (69' Hoefkens), Kompany (12' Daerden), Van Buyten, Deschacht 15'; Buffel, Vanderhaeghe, Simons 24' (69' Bisconti), Goor 31'; M. Mpenza, Vandenbergh Bondscoach: Aimé Anthuenis |